# Праздники Квебека
Ниже приведены официальные праздники провинции Квебек, Канада.  
| Дата                        | Название                                                                                                  |
| 1 января                    | Новый Год (Jour de l’An)                                                                                  |
| (меняется)                  | Великая пятница (Vendredi saint)                                                                          |
| (меняется)                  | Поливальный понедельник (Lundi de Pâques)                                                                 |
| Понедельник перед 25 мая    | Национальный день патриотов (Journée nationale des Patriotes, прежде Fête de Dollard or Fête de la Reine) |
| 24 июня                     | Национальный праздник Квебека (Fête nationale du Québec, прежде Fête de la Saint-Jean-Baptiste)           |
| 1 июля                      | День Канады (Fête du Canada)                                                                              |
| Первый понедельник сентября | День труда (Fête du Travail)                                                                              |
| Второй понедельник октября  | День Благодарения (Fête de l’Action de grâce)                                                             |
| 25 декабря                  | Рождество (Noël)                                                                                          |

2 января также праздник для многих квебекцев.